# Resolution 675 des UN-Sicherheitsrates
Die Resolution 675 des UN-Sicherheitsrates ist eine Resolution, die der Sicherheitsrat der Vereinten Nationen in seiner 2952. Sitzung am 5. November 1990 einstimmig beschloss. Unter Hinweis auf die Resolutionen 637 (1989) und 644 (1989) billigte der Rat einen Bericht des Generalsekretärs und beschloss, das Mandat der Beobachtergruppe der Vereinten Nationen in Mittelamerika um weitere sechs Monate bis zum 7. Mai 1991 zu verlängern.
In der Entschließung wurde darauf hingewiesen, dass die finanziellen Kosten der Beobachtergruppe angesichts der gestiegenen Nachfrage nach Friedenstruppen der Vereinten Nationen weiterhin überwacht werden müssen. Er ersuchte ferner den Generalsekretär, vor Ablauf des laufenden Mandats über alle Aspekte der Beobachtergruppe Bericht zu erstatten.